# Asenray

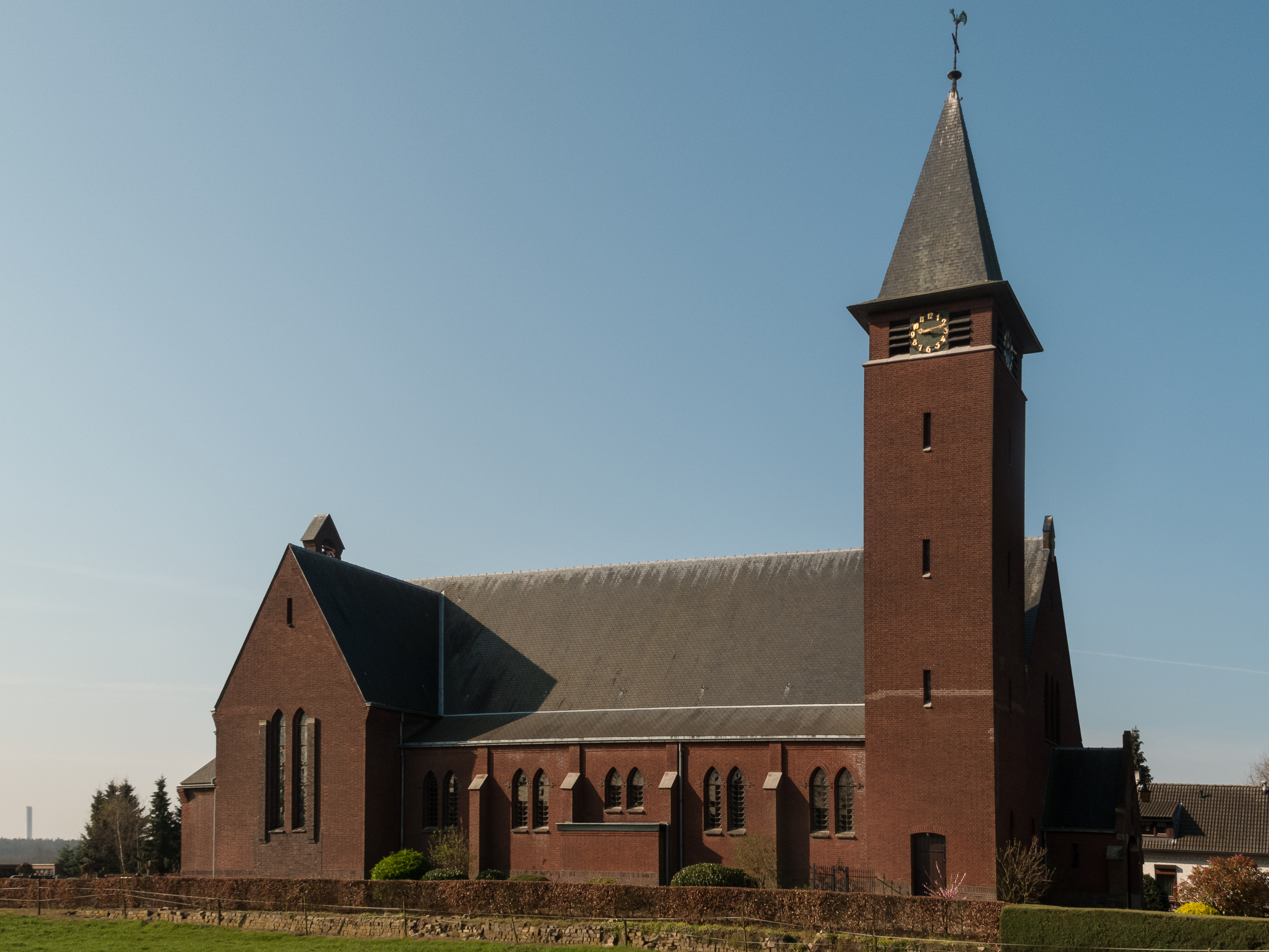
Asenray, kerk-Onze Lieve Vrouw van Goede Raad en Heilige Jozef

Asenray (Limburgs: Azerao) is een kerkdorp in de gemeente Roermond met 883 (2006) inwoners. Tot 1959 maakte Asenray deel uit van de gemeente Maasniel die in dat jaar bij Roermond werd gevoegd.

## Ligging
Asenray ligt in het landelijke gebied tussen de stad Roermond en de Duitse grens. Het dorp ligt in de nabijheid van meerdere snelwegen. Aan de westzijde loopt de A73, aan de noordzijde door de N280-Oost en enkele kilometers verder de BAB 52. Het dorp is vanuit Roermond te bereiken via de Laatweg. Daarnaast is er een route via Swalmen/Boukoul. Omliggende buurtschappen zijn Maalbroek, Straat, Spik en Thuserhof.
Net over de grens lag tot 2002 de  Royal Air Force basis Brüggen. De Britse gevechtsvliegtuigen stegen recht over Asenray op, waardoor het dorp jarenlang te kampen had met vliegtuiglawaai en er niet gebouwd kon worden.

## Natuur en landschap
Asenray ligt in het Middenterras van de Maas op een hoogte van ongeveer 27 meter. Ten zuiden van Asenray stroomt de Maasnielderbeek. Ten oosten van Asenray strekt zich het Elmpter Wald uit en ten zuiden van Melick ligt de Melickerheide. In het westen vindt men het natuurgebied Spik en in het noorden de Boeshei.

## Bezienswaardigheden
- De Onze-Lieve-Vrouw van Goede Raad en Heilige Jozefkerk, van 1931, verwoest in 1944 en herbouwd in 1947-1948.

## Voorzieningen
Asenray is klein en kent weinig voorzieningen. Zo is er geen basisschool en maar een zeer beperkte middenstand. Het dorpscafé werd in 2018 gesloten. Wel staat er een gemeenschapshuis.

### Bereikbaarheid
Asenray wordt bediend door buurtbus 794, die op meerdere plaatsen in de kern stopt. Deze lijn rijdt tussen Boukoul en Leeuwen, op de route ligt naast Asenray ook station Roermond. 

## Nabijgelegen kernen
Herkenbosch, Roermond, Maasniel, Boukoul, Swalmen
Stad: Roermond

Dorpen: Asenray · Asselt · Boukoul · Herten · Leeuwen · Maasniel · Merum · Ool · Swalmen

Gehuchten: Aan de Rijksweg · Einde · Hatenboer · Maalbroek · Spik · De Weerd · Wieler

Woonwijken: Donderberg · Gulker Weijde · Hammerveld West · Heide · Hoogvonderen · Kapel in 't Zand · De Kemp · Kitskensberg · Oolderveste · Roer-Zuid · Roermondse Veld · Roerzicht · Schöndeln · Sterrenberg · Tegelarijeveld · Thuserhof · Voorstad · Vrijveld · De Wijher

Limburg: Steden en dorpen      Nederland: Provincies · Gemeenten